# Horzelica
Der Horzelica ist ein Berg in Polen. Mit einer Höhe von 797  m ist er einer der niedrigeren Berge  im Barania-Kamm, konkret in seinem westlichen Seitenrücken Stary Groń, in den Schlesischen Beskiden. Der Gipfel gehört zum Gemeindegebiet von Brenna. 

## Tourismus
- Auf den Gipfel führen keine markierten Wanderwege.